# Häggmanstjärnen
Häggmanstjärnen är en sjö i Kalix kommun i Norrbotten och ingår i Sangisälvens huvudavrinningsområde. Sjön har en area på 0,0548 kvadratkilometer och ligger 92 meter över havet.

## Delavrinningsområde
Häggmanstjärnen ingår i det delavrinningsområde (734755-182584) som SMHI kallar för Mynnar i Korpikån. Medelhöjden är 99 meter över havet och ytan är 15,74 kvadratkilometer. Det finns inga avrinningsområden uppströms utan avrinningsområdet är högsta punkten. Gravbäcken som avvattnar avrinningsområdet har biflödesordning 3, vilket innebär att vattnet flödar genom totalt 3 vattendrag innan det når havet efter 38 kilometer. Avrinningsområdet består mestadels av skog (92 procent). Avrinningsområdet har 0,06 kvadratkilometer vattenytor vilket ger det en sjöprocent på 0,4 procent.